# Okeechobeesee
Der Okeechobeesee (englisch Lake Okeechobee, [ˌoʊkɨˈtʃoʊbiː], vor Ort auch als The Lake oder The Big O bezeichnet; historisch Lake Mayaimi) ist mit einer Wasserfläche von etwa 1890 Quadratkilometern der größte See im US-Bundesstaat Florida. Der – nach dem Michigansee und dem Iliamna Lake (Alaska) – drittgrößte vollständig in den Vereinigten Staaten gelegene Süßwassersee liegt im südlichen Teil Floridas zwischen den Städten Orlando und Miami. Der See ist zwischen den Countys Glades, Okeechobee, Martin, Palm Beach und Hendry unterteilt, alle fünf dieser Countys treffen an einem Punkt nahe der Mitte des Sees zusammen.

## Besiedlung
Die Gegend um den See wurde relativ spät besiedelt. Ab ca. 1000 v. Chr. entwickelte sich dort in den Feuchtgebieten die Belle-Glade-Kultur, eine Fischerkultur, die eine Reihe archäologischer Zeugnisse hinterlassen hat, so vor allem charakteristische Erdhügel (Mounds), die als Hochwasserschutz dienten, Muschelschalenhaufen in großen Mengen, Haifischzähne und Töpferware. Im 16. Jahrhundert trafen die Spanier die Mayaimi am See an, die nicht mit den weder ethnisch noch sprachlich verwandten Miami verwechselt werden sollten. Ob die Mayaimi die Träger der um 1700 untergegangenen Belle-Glade-Kultur waren, ist unsicher. Anfang des 18. Jahrhunderts siedelten sich die Mayaca, die ursprünglich am Oberlauf des St. Johns River lebten, am See an. Dort wurden sie von den Calusa unterworfen und bis um 1750 als Volk ausgelöscht.

## Namen und Namensherkunft
Der Name Okeechobee kommt aus dem heute ausgestorbenen Hitchiti, das zur Hitchiti-Mikasuki-Sprache gezählt wird. Die Hitchiti nannten den See wegen seiner enormen Größe einfach „Großes Wasser“ (von oki ‚Wasser‘ und chubi ‚groß‘). Die älteste bekannte Bezeichnung ist jedoch Lake Mayaimi (Mayaimi bedeutet ebenfalls „Großes Wasser“), die vom Spanier Hernando de Escalante Fontaneda im 16. Jahrhundert überliefert wurde. Die dort siedelnden Mayaimi-Indianer wurden nach dem See benannt. Kurze Zeit später im 16. Jahrhundert berichtete René Goulaine de Laudonnière, dass er von einem großen Süßwassersee im Süden Floridas gehört hätte, der Serrope genannt werde. Im 18. Jahrhundert war der damals weitgehend mythische See bei den britischen Kartographen und Chronisten unter dem spanischen Namen Laguna de Espiritu Santo („See des Heiligen Geistes“) bekannt. Im frühen 19. Jahrhundert war der See als Mayacco Lake oder Lake Mayaca bekannt, benannt nach dem Indianerstamm der Mayaca. Das moderne Port Mayaca in Martin County am Ostufer des Sees bewahrt bis heute den Namen. Zudem wurde der See im frühen 19. Jahrhundert auch Lake Macaco genannt.

## Lage und Geologie
Er ist rund 56 km lang, bis zu 48 km breit und umfasst eine Wasserfläche von etwa 1890 km². Mit nur durchschnittlich 3 Meter Wassertiefe ist er sehr seicht. Das Fehlen eines größeren natürlichen Abflusses sorgte in der Vergangenheit für zahlreiche Überschwemmungen, durch die im Südwesten des Sees die feuchten und sumpfigen Gebiete der Everglades entstanden.
Der Okeechobee liegt in einem weiten salzhaltigen Kalksteinbecken und erreicht eine Tiefe bis vier Meter. Entstanden ist er erst vor ca. 6000 Jahren. Umgeben ist er von einem bis zu sechs Meter hohen Deich, der vom U.S. Army Corps of Engineers erbaut wurde. Er ist die Konsequenz aus einer Flutkatastrophe von 1928, bei der durch einen Wirbelsturm das Wasser über den alten Deich geblasen wurde und rund 2400 Menschen in den Tod riss. Zwei Jahre zuvor waren bei einem ähnlichen Unglück bereits 800 Menschen gestorben.

## Umweltsituation
Der See spielt eine große Rolle für den Wasserhaushalt des Nationalparks Everglades. Durch den hohen Trinkwasserbedarf der Städte und den Zuckerrohranbau wurde dem See viel Wasser entzogen. Er wurde außerdem durch andere Zweige der umliegenden intensiven Landwirtschaft – Anbau von Zitrusfrüchten und Rinderzucht – extrem mit Phosphaten, Salzen und organischen Rückständen belastet. Aufgrund des Nährstoffreichtums vermehrten sich Blaualgen und Colibakterien, und es kam zu einem Fischsterben. Auf dem Seeboden sollen sich über 33.000 Tonnen Phosphor abgelagert haben. Der See hat nur ein paar kleinere Abflüsse, zu denen der Miami River, Shark River und New River gehören. Über diese werden bei Regenfällen die vorhandenen Salze nur zum Teil wieder ausgespült. Im Jahr 2008 wurden die landwirtschaftlichen Betriebe vom Bundesstaat Florida aufgekauft, um sie stillzulegen und die Wasserknappheit des Sees und der Everglades zu beenden.

## Hurrikans
Im Jahr 1926 wurde das Gebiet vom Großen Miami-Hurrikan heimgesucht. Etwa 300 Menschen verloren ihr Leben. Zwei Jahre später, 1928, verwüstete Hurrikan Okeechobee die Umgebung des Sees. Das Rote Kreuz nannte die Zahl von 1836 Toten. Diese Schätzung wurde 2003 vom National Weather Service auf mindestens 2500 angehoben. In beiden Fällen lösten die starken Winde eine Sturmflut aus, die von dem zur damaligen Zeit zwei Meter hohen Damm nicht zurückgehalten wurde.
Nach diesen beiden Hurrikans schuf der Gesetzgeber von Florida den Okeechobee Flood Control District. Diese Behörde wurde beauftragt, durch Zusammenarbeit mit dem U.S. Army Corps of Engineers ähnliche Katastrophen zu verhindern. Nach einem Besuch von Präsident Herbert Hoover erarbeiteten die Ingenieure der Armee einen Plan, der mehrere Kanäle, Schleusen und Dämme vorsah. Im Rahmen dieser Arbeiten entstand der Okeechobee Waterway, ein künstlicher Wasserweg von Fort Myers an der Westküste Floridas bis Port Stuart an der Ostküste, der den See durchquert.

## Fischwirtschaft
Wirtschaftlich relevante Fische im See sind der Forellenbarsch, der Crappie und der Bluegill (Blaukiemer). Weniger häufig werden Hechte gefangen.